# Ostrusza
Ostrusza – wieś w Polsce położona w województwie małopolskim, w powiecie tarnowskim, w gminie Ciężkowice.

## Położenie
Pola i zabudowania Ostruszy znajdują się w dolinie potoku Ostruszanka, oraz na okolicznych wzgórzach Pogórza Ciężkowickiego.

## Historia
Wieś królewska starostwa bieckiego w powiecie bieckim województwa krakowskiego w końcu XVI wieku. W latach 1975–1998 miejscowość administracyjnie należała do województwa tarnowskiego.

## Opis miejscowości
W tej miejscowości znajduje się kamieniołom Ostrusza, z którego kiedyś pozyskiwano surowiec m.in. do budowy nasypów kolejowych na linii Tarnów-Grybów, oraz wspinaczkowe skały Pagoda, Sfinks i Zadni Mur.

## Zabytki
Obiekty wpisane do rejestru zabytków nieruchomych województwa małopolskiego.
- Cmentarz wojenny nr 142 – Ostrusza, znajdujący się przy samej drodze Ciężkowice-Turza, kilka lat temu odrestaurowany.
- Cmentarz wojenny nr 143 – Ostrusza, znajdujący się na szczycie wzniesienia.